# Wielka Sworotwa

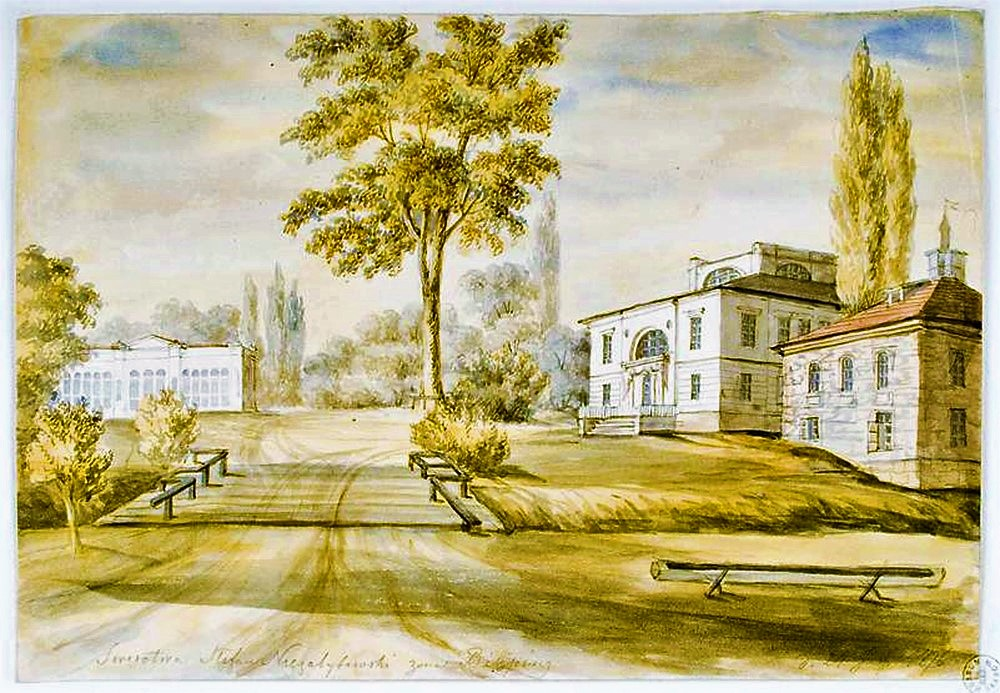
Pałac Niezabytowskich w Sworotwie
w 1876 roku na rysunku Napoleona Ordy

Wielka Sworotwa (biał. Вялікая Сваротва; ros. Большая Своротва, hist. Sworotwa) – wieś na Białorusi, w rejonie baranowickim obwodu brzeskiego, około 31 km na północ od Baranowicz.

## Historia
W XVI wieku Sworotwa należała do rodu Chreptowiczów, najstarsza znana dziś wzmianka o wsi pochodzi z 1460 roku. W 1468 roku król Kazimierz Jagiellończyk sprzedał te dobra Olechnie Sudymuntowiczowi. W 1567 roku właścicielem majątku był Jan Kuncewicz (1550–1594), podkomorzy nowogródzki. Wkrótce potem pojawili się Judyccy, którym król Zygmunt August nadał obszerne dobra w okolicy. W 1716 roku właścicielem Sworotwy był Antoni Judycki, marszałek rzeczycki, po nim dziedzicem był jego syn, Michał. W 1765 roku władał tu syn Michała, również Antoni, starosta miżewski. Prawdopodobnie nie miał on własnego potomstwa i zapisał Sworotwę jednej ze swych sióstr, Barbarze, żonie Kazimierza Tyzenhauza, starosty diamentowskiego. W wyniku protestów reszty rodziny majątek sprzedano. Na początku XIX wieku właścicielem Sworotwy był Jakub Niezabytowski (1776–1853), dalszy powinowaty Tyzenhauza, oficer wojska polskiego w 1816 roku. Jego żoną była Franciszka Kuncewiczówna (ur. w 1785 roku). Po nich majątek w spadku otrzymał w 1848 roku ich syn Stefan, marszałek grodzieński. W 1876 roku majątek liczył 1935 dziesięcin ziemi. W wyniku działów rodzinnych Sworotwa przypadła jego córce, Marii (1841–1926), żonie Rodryga hr. Potockiego (1834–1910), która w testamencie zapisała ten majątek swemu wnukowi Władysławowi Potockiemu (1903–1973), który był ostatnim właścicielem tej posiadłości do 1939 roku.
Przed rozbiorami Sworotwa leżała w województwie nowogródzkim Rzeczypospolitej. Po II rozbiorze Polski znalazła się na terenie ujezdu nowogródzkiego, należącego do guberni słonimskiej (1796), litewskiej (1797–1801), a później grodzieńskiej i mińskiej Imperium Rosyjskiego. Po ustabilizowaniu się granicy polsko-radzieckiej w 1921 roku Wielka Sworotwa wróciła do Polski, znalazła się w gminie Poczapowo, w powiecie nowogródzkim województwa nowogródzkiego. Od 1945 roku wieś znajdowała się na terenie w ZSRR, od 1991 roku – na terenie Republiki Białorusi.
We wsi stoi zrujnowana niewielka kapliczka poświęcona poległym żołnierzom niemieckim w I wojnie światowej.
W 2009 roku Wielka Sworotwa liczyła 70 mieszkańców.

## Cerkiew
W 1747 roku w centrum wsi wzniesiono drewnianą cerkiew unicką pw. Św. Trójcy, o nieznanej architekturze. W 1823 roku Jakub Niezabytowski ufundował tu nową cerkiew z kamienia polnego, o unikatowej architekturze (powtarzającej architekturę jej poprzedniczki): budynek ma kształt trójkąta (jedyna taka na Białorusi) z wejściami ze wszystkich 3 stron. Ponoć uzasadnieniem dla takiej architektury miało być umożlwienie modlitwy dla wszystkich trzech obecnych tu wyznań: dla katolików, unitów i prawosławnych. Elementy dekoracyjne – obramienia okien i drzwi, kolumny, boniowane narożne pilastry i gzyms – wykonane są z cegły i otynkowane. Po II wojnie światowej była nieczynna, opuszczona i zrujnowana. W latach 2005–2009 przeprowadzono odbudowę cerkwi.

## Dawny pałac
Jakub Niezabytowski wybudował w Sworotwie na początku XIX wieku piękną rezydencję, będącą dalekim echem warszawskich Łazienek. Posiadłość była zlokalizowana na wysokim tarasie, górującym nad urwiskiem ku rzece Mołczadź. Pałac znany jest jedynie z rysunku Napoleona Ordy z 1876 roku (po prawej stronie obrazu). Był to budynek dwukondygnacyjny wzniesiony na planie krótkiego prostokąta przykryty niskim dachem namiotowym. Na szczycie dachu stał belweder z czterema półkolistymi oknami prawdopodobnie doświatlającymi centralnie usytuowany hol lub salon. Pałac zawierał liczne pamiątki, ważne archiwum i bogatą bibliotekę.
Po prawej stronie pałacyku stała duża, piętrowa oficyna (prawdopodobnie większa niż na rysunku Ordy). Budynek ten pod koniec XIX wieku został znacznie przedłużony. Po lewej stronie, w pewnej odległości od domu stała oranżeria, w której hodowano wiele rzadkich i egzotycznych roślin. Między pałacem, oficyną i oranżerią rozciągał się wielki kolisty gazon.
Na terenie majątku stała też katolicka kaplica grobowa.
Według większości historyków pałac spłonął w czasie I wojny światowej (przed 1917 rokiem) i nie został odbudowany. Znane jest zdjęcie prawdopodobnie wypalonego budynku z lat 1928–1929. Dziś pozostały ruiny pałacu, północnej ściany oranżerii i zabudowań gopodarczych oraz resztki parku.
Według jednej z legend, mieszkająca w pałacu na przełomie XIX i XX wieku Bronisława ks. Potocka wymyśliła recepturę na kogel-mogel. Żył kiedyś Żyd, który nazywał się Gogel, był chazanem w Mohylewie. Straciwszy głos kurował gardło napitkiem będącym koktailem z jajek, czarnego chleba i soli. Napój zyskał popularność pod nazwą „gogel”. Księżna Potocka również miewała problemy z gardłem. Poznawszy recepturę Gogela, usunęła zeń czarny chleb i sól, a dodała miód, nazwawszy nowy napój „gogel-mogel”.
Majątek w Sworotwie jest opisany w 2. tomie Dziejów rezydencji na dawnych kresach Rzeczypospolitej Romana Aftanazego.